# Triumph Tour
El Triumph Tour fue una gira de conciertos de The Jackson 5, que abarcó los Estados Unidos a partir del 8 de julio al 26 de septiembre de 1981. El tour recaudó un total de $5,5 millones de dólares, estableciendo un récord de 4 conciertos vendidos en Los Ángeles, California.

## Lista de canciones
- 1. "Can You Feel It"
- 2. "Things I Do for You"
- 3. "Off the Wall"
- 4. "Ben"
- 5. "This Place Hotel"
- 6. "She's Out of My Life"
- 7 Movie Rap (Including a movie featuring clips from "I Want You Back" "Never Can Say Goodbye" and "Got to Be There")
- 8. Jackson 5 Medley
  - "I Want You Back"
  - "ABC"
  - "The Love You Save"
  - "I'll Be There"
- 9. "Rock with You"
- 10. "Lovely One"
- 11. "Workin' Day and Night"
- 12. "Don't Stop 'til You Get Enough"
- 13. "Shake Your Body (Down to the Ground)"

## Historia
En 1981, los Jackson habían recuperado el éxito como grupo de grabación de ventas de platino con dos álbumes, Destiny y Triumph. Además, el vocalista Michael Jackson estaba en la etapa final de la promoción de su álbum multiplatino, Off the Wall. Esta gira permitió a Michael traer nuevas ideas de producción de espectáculos más a su gusto. Inspirado por los shows en vivo de Earth, Wind & Fire, Michael creó el vestuario y diseñó el escenario. Él y sus hermanos también colaboraron en una introducción que señalaba similitudes con su video musical "Can You Feel It". Como lo había sido durante muchos años, la coreografía fue hecha por Michael, Jackie y Marlon Jackson. Los espectáculos incluían elementos mágicos diseñados por Doug Henning, por ejemplo, Michael desapareció en humo durante "Don't Stop 'Til You Get Enough".

### Duración del tour
El Triumph Tour comenzó en Memphis, Tennessee el 8 de julio de 1981 y finalizó con una semana llena de shows en Los Ángeles, California en septiembre de 1981. Cada programa obtuvo críticas altamente positivas, en parte debido al liderazgo y talento de Michael. Sus hermanos también obtuvieron elogios, particularmente por la musicalidad de Randy y Tito, y la habilidad de baile de Marlon. La gira marcó el último esfuerzo grupal realmente integrado, ya que la carrera en solitario de Michael pronto eclipsaría su éxito con sus hermanos. La gira fue tan bien recibida y popular que  Epic hizo grabar a los hermanos una variedad de shows y compilarlos para su próximo lanzamiento. se rumorea que las pistas se grabaron durante las paradas en Memphis, Tennessee | Memphis], Ciudad de Nueva York, Buffalo y Providence, Rhode Island | Providence]. El álbum en vivo,  The Jacksons Live! , Salió en el invierno de 1981, y fue  gold en su ejecución inicial. Las ventas actuales son dos millones. Después de que la gira terminó, Michael volvió a grabar su  seguimiento a  Off the Wall . Pasarían tres años antes de que los Jackson volvieran a la carretera.  Rolling Stone 'luego nombró a Triumph Tour una de las mejores 25 giras de 1967-1987. Para mostrar el éxito del Triumph Tour, Michael Jackson comentó que era su primer show sin ningún material marginal. Michael modeló el Victory Tour y su Bad World Tour después del Triumph Tour.

## Escenario
El escenario estaba oscuro y tenía tres grupos de luces estroboscópicas, todas ellas con diferentes colores de luces, orientadas diagonalmente hacia el escenario. El escenario también tuvo un centro de atención que siguió a los artistas principales. Además de la iluminación, los músicos tocaron sus instrumentos en los accesorios (la sección de cuerno a la izquierda del escenario, los tambores en el centro y los teclados a la derecha, con la excepción de los guitarristas y Randy Jackson que tocaba el piano, teclados y percusión variada).

Notas
```
    La introducción a "Can You Feel It" se inspiró en el video musical de la canción.
    La canción "Walk Right Now" fue eliminada del setlist en agosto, convirtiéndola en una de las canciones más raras de seguir.
    En los primeros shows, "This Place Hotel" no tuvo una explosión y se usó en "Walk Right Now"
```

- Datos: Q958583